# Verteuil-d'Agenais
 Verteuil-d'Agenais  là một xã thuộc tỉnh Lot-et-Garonne trong vùng Nouvelle-Aquitaine phía tây nam nước Pháp. Xã này nằm ở khu vực có độ cao trung bình 80 mét trên mực nước biển.